# 竹蓮里傳統聚落古井
竹蓮里傳統聚落古井，是位於臺灣新竹市東區竹蓮里、新竹竹蓮寺後的水井，列為新竹市古蹟。

## 狀況
竹蓮里在清治時期曾是漢人與原住民交界處，清廷在此成立巡司埔，作為部隊駐地。該里有口八角形的古井，井口先平鋪薄磚，再平砌八塊厚石板，上豎八塊石板，水面以下構造為卵石交疊砌造，依聚落形成年代推測，至少創建同治前，極有可能就是《淡水廳志》記載的巡司埔井。此井水源來自十八尖山的地下水。因水質很好，不僅有人安奉井神，日治時代北門鄭家煮鴉片用的水，都指定要挑這口井的水，並要求挑夫上必須附有一片古井旁大樹樹葉，故又名「鴉片井」。依據《新竹鄭利源號典藏古文書》，北門鄭家雇員李錫金曾幫助一名商人走私藏在麵線的鴉片膏，而共同獲得批貨權。
戰後地址為南大路388巷內，巷又稱「中井巷」，里名曾稱為「中井里」。
二十世紀中葉，因臺鐵蒸汽火車需添水加煤，就在這附近設立機關庫抽地下水，導致斷水，引發民怨。台鐵因此另鋪自來水管連接，水龍頭就裝在井口供民眾取用，也造就全台灣僅有的「由水龍頭出水的古井」。
自來水普及後，位在竹蓮寺後方的此井反成小巷的路障，於是當地里長鄭煥堃奔走市府，要求列入市定古績。2016年3月7日，新竹市文化局文化資產審議委員會，將此井以「竹蓮里傳統聚落古井」列為市定古蹟。文化局將此井結合新竹竹蓮寺浴佛、泰國潑水節，舉行過潑水節活動。